# UEFA 유로 2008 결승전
UEFA 유로 2008 결승전(독일어: Das Finale der Fußball-Europameisterschaft 2008)은 유럽 축구 연맹 회원국들간 축구 대회인 유럽 선수권 대회의 제13회 대회의 결승전이다. 경기는 2008년 6월 29일, 오스트리아 빈의 에른스트-하펠-슈타디온에서 진행되었고, 독일과 스페인이 맞붙었다. 조별 리그에서 16개국으로 시작한 대회는 8개국만 결선 토너먼트에 진출했다. 결승전에 오르는 과정에 독일은 B조에서 크로아티아에 패하고 폴란드와 오스트리아를 이기고 조 2위를 차지한 뒤 토너먼트전에서 포르투갈과 튀르키예를 차례로 격파했다. 스페인은 D조에서 러시아, 스웨덴, 그리고 그리스를 모두 격파하고 조 1위를 차지한 뒤 이탈리아를 8강전에서 승부차기로 패퇴시켰고, 준결승전에서 재회한 러시아를 다시 이겼다.
결승전은 51,428명의 관중이 지켜보는 가운데, 이탈리아인 로베르토 로세티가 경기를 중재했다. "가디언"지의 스콧 머리 기자는 스페인이 초반에 "수세에 몰렸다"고 평했고, 독일이 몇 차례 날카로운 공격을 감행했다고 평했다. 그러나, 스페인은 33분에 페르난도 토레스가 차비의 공을 접수해 문전에서 필리프 람을 제치고, 쇄도하는 옌스 레만을 넘겨 차 독일 골망 왼쪽을 흔들었다. 안드레스 이니에스타와 다니엘 귀사는 추가골 기회를 잡았고, 미하엘 발라크의 동점골 기회는 살짝 빗나갔다. 추가골은 터지지 않으면서 스페인이 1-0으로 이겨 통산 2번째 유럽 선수권 대회 우승을 달성했다. 페르난도 토레스는 이 경기 최우수 선수로 선정되었다.
스페인의 루이스 아라고네스 감독은 자신이 우승으로 "주마등이 스쳤다"고 밝혔다. 한편 요아힘 뢰프 독일 감독은 선수단의 활약상에 만족하며 추후에 더 많은 활약을 기대했다. 스페인은 이 대회 우승을 시작으로 남아프리카 공화국에서 열린 2010년 월드컵을 우승하고 뒤이어 유로 2012도 석권하며 최전성기를 구가했다. 독일은 이후 2010년 월드컵과 유로 2012에서 준결승까지 오른 뒤 2014년 월드컵에서 고대하던 주요 대회 정상을 차지했다.

## 배경
UEFA 유로 2008은 유럽 축구 연맹(UEFA)의 회원국들이 참가하는 축구 대회인 유럽 축구 선수권 대회의 13번째 대회로 2008년 6월 7일부터 29일까지 오스트리아와 스위스에서 진행되었다. 대회의 예선전은 2006년 8월부터 2007년 11월까지 50개국이 7개국 혹은 8개국으로 편성된 7개조로 나뉘어 서로 안방과 원정 경기를 리그전 방식으로 진행했다. 각 예선 조의 상위 2개국이 공동 개최국 2개국과 16개국이 참가하는 대회 본선에 참가했다. 본선 진출국은 4개 조로 나뉘어 각 조의 4개국은 서로 1차례씩 맞대결을 펼쳤다. 각 조의 상위 2개국은 결선 토너먼트에 진출했다.
독일은 서독의 국명으로 1972년과 1980년에 우승을 거두었고, 통일 후에 1996년 대회를 우승했다. 직전 주요 대회인 2006년 월드컵에서는 준결승전에서 이탈리아에 패한 후 포르투갈과의 3위 결정전에서 승리했다. 스페인은 같은 대회에서 16강전에 올랐지만, 프랑스에 패퇴했다. 스페인도 유럽 선수권 대회를 1964년에 1차례 우승했다. 유로 2008의 결승전은 독일과 스페인 간 19번째 맞대결로, 이 중 8경기는 독일이, 5경기는 스페인이 각각 승리했고, 6번은 무승부로 끝났다. 양국은 앞서 1994년 월드컵의 조별 리그에서 맞붙었는데, 결과는 1-1 무승부였다. 그리스는 2004년 대회 결승전에서 포르투갈을 이기고 정상에 올랐었다.
결승전은 유로 2008의 본선 경기를 주최한 8개의 경기장들 중 가장 큰 경기장인 빈의 에른스트-하펠-슈타디온에서 2008년 6월 29일에 진행되었다. 1931년에 개장한 에른스트-하펠-슈타디온은 제2회 국제 노동자 올림피아드를 위해 지어졌고, 챔피언스리그 결승전을 1964년, 1987년, 1990년, 그리고 1995년에 개최하기도 했다. 경기장 수용 인원은 대회 전에 영구 좌석 앞에 임시 좌석을 추가로 설치하면서 증대되었다.
독일은 대회 전에 우승 후보 1순위로 꼽혔고, 그 다음으로 스페인을 꼽았지만, 후자의 국가대표팀을 지휘하는 루이스 아라고네스 감독은 "스페인은 아직까지 주요 대회에서 이룬 성과가 없으니 낙관할 수 없다"고 조심스러운 입장을 표명했다.

## 결승전까지의 경기

### 독일
|      | 상대       | 결과 |
| ---- | ---------- | ---- |
| 조1  | 폴란드     | 2–0  |
| 조2  | 크로아티아 | 1–2  |
| 조3  | 오스트리아 | 1–0  |
| 8강  | 포르투갈   | 3–2  |
| 준결 | 튀르키예   | 3–2  |

독일은 오스트리아, 크로아티아, 그리고 폴란드와 함께 B조에 편성되었다. 독일은 2008년 6월 8일, 오스트리아 클라겐푸르트에서 폴란드를 상대로 첫 경기를 치렀다. 루카스 포돌스키는 20분에 미로슬라프 클로제의 공을 넘겨받아 선제골로 연결했다. 포돌스키는 경기 종료 72분 만에 뜬 공을 차넣어 독일의 2–0 승리를 견인했다. 독일은 이 경기 승리로 유로 1996 결승전에서 체코를 이긴 이래 첫 승을 거두었는데, 독일은 2000년과 2004년 대회에서 승리를 거두지 못했기 때문이었다. 독일은 나흘 뒤 2차전도 클라겐푸르트에서 치렀는데, 이번에는 크로아티아를 상대했다. 크로아티아는 다리요 스르나의 24분 선제골로 앞서나간 후 60분 경에 이비차 올리치의 추가골로 더 달아났다. 포돌스키는 78분에 득점하면서 격차를 2–1로 줄였고, 이후에도 크로아티아 문전을 두드렸지만, 경기는 그대로 크로아티아의 승리로 끝났다. 독일의 교체 투입 선수 바스티안 슈바인슈타이거는 90분에 그의 다리를 걸어 저지했던 예르코 레코를 손으로 미는 보복 행위로 퇴장당했다.
독일은 6월 16일에 공동 개최국 오스트리아를 상대로 빈에서 진검승부를 벌였는데, 이 경기는 비기기만 해도 8강 진출이 확정될 수 있었지만, 오스트리아는 승리가 필요했다. 경기는 미하엘 발라크의 후반전 27미터 프리킥으로 승부가 났는데, 독일은 이 골로 1–0 승리를 거두었다. 독일은 조 2위로 크로아티아와 함께 8강전에 진출했다.
독일은 6월 19일에 스위스의 바젤에서 열린 8강전에서 포르투갈을 상대했다. 독일은 30분 만에 슈바인슈타이거와 클로제의 연속골에 힘입어 2–0으로 앞서갔고, 누누 고메스가 전반 종료 직전 포르투갈의 만회골을 득점했다. 후반전에서 발라크는 62분에 머리로 골망을 흔들어 격차를 다시 2골차로 늘렸고, 포르투갈은 뒤늦게 엘데르 포스티가의 골로 쫓아왔지만, 독일이 최종적으로 3–2 승리를 거두었다. 6월 25일에 다시 바젤에서 경기를 치른 독일은 준결승전에서 튀르키예와 건곤일척을 벌였다. 튀르키예는 20분까지 독일 문전을 공략했고, 결국 22분에 선제골을 득점했다. 콜린 카즘-리처즈가 쏜 공이 위쪽 골대를 강타하고 떨어진 공을 우우르 보랄이 옌스 레만 골키퍼 밑으로 밀어 선제골로 마무리했다. 5분 후, 슈바인슈타이거가 근거리에서 동점골을 기록했다. 독일은 79분에 클로제의 2번째 골로 경기를 뒤집었지만, 7분 뒤, 튀르키예도 세미흐 셴튀르크의 득점으로 승부를 원점으로 돌렸다. 경기가 연장전을 향해 갈 무렵, 독일의 필리프 람이 90분에 결승골을 기록했다. BBC 스포츠의 필 맥널티 기자는 배가 아픈 듯 독일의 3-2 승리를 "이길 자격이 없었다"고 폄하했지만, 독일은 이 경기 승리로 결승전에 안착했다.

### 스페인
|      | 상대     | 결과             |
| ---- | -------- | ---------------- |
| 조1  | 러시아   | 4–1              |
| 조2  | 스웨덴   | 2-1              |
| 조3  | 그리스   | 2-1              |
| 8강  | 이탈리아 | 0–0 (연, 4-2 승) |
| 준결 | 러시아   | 3–0              |

스페인은 그리스, 스웨덴, 그리고 러시아와 함께 D조에 편성되었다. 스페인은 6월 10일에 러시아를 상대로 오스트리아 인스부르크에서 1차전을 펼쳤고, 이 경기에서 다비드 비야가 20분 만에 선제골을 기록했다. 비야는 45분에 안드레스 이니에스타가 넘긴 공을 접수하여 추가골을 집어넣어 전반전을 2–0으로 앞선 채 마쳤고, 75분에 1골을 추가해 대회 첫 해트트릭도 완성했다. 로만 파블류첸코가 경기 종료 4분을 남겨놓고 러시아의 만회골을 넣었지만, 스페인이 교체 투입된 세스크 파브레가스의 골을 기록하면서 4–1 승리를 연출했다. 나흘 뒤 스페인은 다시 인스브루크에서 경기를 치렀는데, 이번에는 스웨덴을 맞이했다. 스페인은 15분 만에 다비드 비야가 배급한 공을 페르난도 토레스가 마무리하며 앞서나갔다. 즐라탄 이브라히모비치는 34분에 스웨덴의 동점골을 기록했지만, 스페인이 비야의 막판 결승골로 승리를 챙겼다. 이 경기 승리로, 스페인은 1경기를 남겨놓고 8강 진출을 확정지었다. 루이스 아라고네스 감독은 6월 18일에 오스트리아의 잘츠부르크에서 열린 그리스와의 최종전에서 주전 선수 대부분을 쉬게 했다. 전 대회 우승국 그리스는  전반 종료 직전에 앙겔로스 하리스테아스의 선제골로 앞서나갔지만, 스페인이 61분과 88분에 루벤 데 라 레드와 다니엘 귀사가 각각 득점하며 역전승을 마무리지었다. 스페인은 조 1위로, 조 2위를 차지한 러시아와 함께 8강에 진출했다.
스페인은 6월 22일에 빈에서 이탈리아와 8강전을 펼쳤다. 맥널티 기자는 경기 전반전을 "신중하지만, 득점 기회 창출과 경기의 수준은 최상급"이었다고 평했고, 득점 없이 끝났다. 후반전에는 이탈리아의 교체 출전 선수 마우로 카모라네시가 문전 경합으로 득점 기회를 잡았지만, 스페인의 골키퍼 이케르 카시야스가 막았다. 이후 마르코스 세나가 스페인의 선제골 기회를 2번이나 잡았는데, 장거리 프리킥과 일격은 이탈리아 골키퍼 잔루이지 부폰이 떨어뜨릴 정도였다. 경기는 연장전이 끝나고도 0-0으로 승부가 나지 않아 승부차기로 이어졌다. 스페인이 승부차기 선축으로 나서 3번 주자까지 성공했다. 한편 카시야스는 이탈리아의 주자 다니엘레 데 로시가 찬 공을 선방해 스페인이 2번 주자까지 끝난 가운데 2-1로 앞서나갔다. 3번 주자는 양측이 모두 성공했고, 부폰이 스페인의 4번 주자 귀사를 막아냈다. 안토니오 디 나탈레는 승부를 원점으로 돌릴 기회를 잡았지만, 이번에도 카시야스가 선방했다. 스페인의 마지막 주자 파브레가스가 골망을 흔들며 4-2로 승부차기 승리를 거두었다. 스페인은 6월 26일에 열린 준결승전도 빈에서 치렀는데, 앞서 조별 리그에서 이겼던 러시아와 재회했다. 비가 내리던 전반전은 무득점으로 끝났는데, 토레스가 잡은 기회는 러시아 골키퍼 이고리 아킨페예프가 막았고, 파블류첸코는 콘스탄틴 지랴노프가 배급한 공을 찼지만 빗나갔다. 차비가 50분에 이니에스타가 넘긴 공을 선제골로 이었다. 토레스는 73분에 라모스가 배급한 공을 찼지만, 무릎으로 시도한 조준은 빗나갔다. 귀사가 스페인의 추가골을 득점했는데, 파브레가스가 넘긴 공을 가슴으로 받아 아킨페예프를 넘겨 골망을 흔들었다. 실바는 82분에 여러 차례 이어진 스페인의 공 주고받기 끝에 파브레가스가 배급한 공을 한쪽 발로 서서 3-0으로 앞서나가는 쐐기골로 마무리했다. 이 경기는 유럽 선수권 역사상 최다 점수차 준결승전 경기였다.

## 경기 결과

### 경기 전
유로 2008 결승전이 열리기 전, 프란츠 베켄바워 전 독일 국가대표 선수는 독일의 "빌트"지에 "많은 골이 터지는 명승부를 기대한다"는 사설을 게재했지만, "참을성을 시험하는 경기"가 될 것으로 예상했다. 경기 전 "옵저버" 지에는 던컨 캐슬스 기자가 양국의 경기 방식을 비교했는데, "이베리아의 예술 지향성이 독일의 실용성을 넘을 수 있는가"는 논조의 기사를 기재했다. 다수의 스페인 지지자들은 역대 대회에서 큰 성과를 거두지 못했기 때문에 대회 전에 우승에 대한 전망이 비관적이었으나, "BBC 뉴스"의 스티브 킹스턴 기자에 따르면 결승전까지 오르는 과정에 비관적이었던 입장이 러시아와의 준결승전을 계기로 점차 낙관적으로 변해갔다고 보도했다. 이 경기를 마드리드의 콜론 광장에 만 여명의 지지자들이 모여 관전했다. "BBC 뉴스"의 베를린 특파원이었던 트리스타나 무어는 "흥분의 도가니"에 차 있었다고 밝혔지만, 그리 많지 않은 독일인들이 자국 대표팀이 결승에 오를 것이라 예상하지 못했다고 덧붙였다. 브란덴부르크 문 앞에 "팬마일"에 500,000명의 독일 국가대표팀 지지자들이 웅집해 경기를 관전할 것으로 예상되었다.
이 경기를 주관할 주심으로 이탈리아의 로베르토 로세티가 선정되었다. 이 경기를 주관한 부심은 로세티 주심과 동행했던 이탈리아의 알레산드로 그리셀리와 파올로 칼카뇨로, 대기심으로는 스웨덴의 페테르 프뢰이드펠트가 지명되었다. 결승전은 스페인의 가수 엔리케 이글레시아스의 공연으로 대회 폐막식을 진행했고, 이후 양국의 국가가 연주되었다.

### 전반전

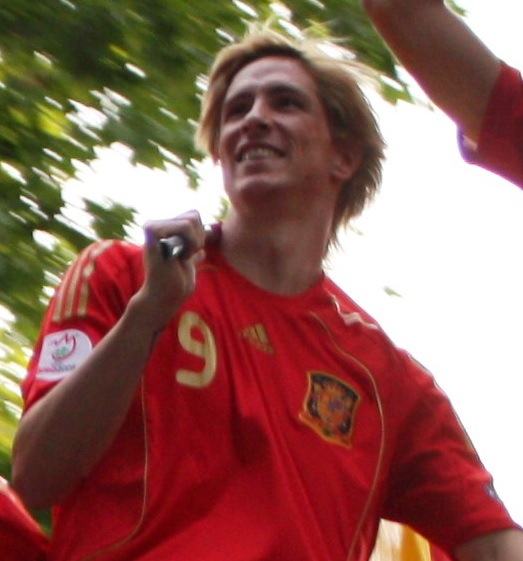
페르난도 토레스는 전반전에 이 경기에서 터진 유일한 골을 득점했다.

경기는 오후 8시 45분(협정 세계시 기준 오후 6시 45분)에 27°C의 맑은 날 저녁에 51,428명의 관중이 지켜보는 가운데 스페인의 선축으로 경기가 시작되었다. 스페인은 진영에서 공을 돌리다가 세르히오 라모스가 공을 흘려 스페인 문전으로 쇄도하던 클로제가 접수했다. 카를레스 푸욜은 클로제를 문전에서 왼쪽으로 멀리 물려세우고, 공은 골킥으로 처리되었다. 독일은 4분에 또다시 득점 기회를 잡았는데, 발라크가 넘긴 공을 좌측 공간에서 람이 잡으려 했지만, 독일의 공격이 무산되었다. 7분에는, 독일이 좌측을 3번째로 공략했는데, 발라크는 푸욜을 넘겼다. 그가 배급한 공은 스페인 문전 가까이 호를 그리며 낙하했지만, 스페인에 위협이 되지 않았다. "가디언"지의 스콧 머리는 당시 스페인이 "부진하게 시작했다"라고 평가했다. BBC 라디오 5 라이브의 분석가 크리스 워들도 "스페인이 공을 이렇게 멀리서 주고받은 일은 본 적이 없다. 왜 그들이 중원을 활용하려 하지 않는지 모르겠다"고 평했다. 토마스 히츨슈페르거는 9분에 첫 유효슛을 기록했지만, 카시야스를 어렵게 하기에는 약했다.
이 시점까지 공격에서 큰 성과를 거두지 못한 스페인은 14분에 선제골 근처까지 갔는데, 차비가 독일 문전의 이니에스타를 포착했다. 이니에스타는 독일 우측 상단을 노리고 호를 그리게 찼지만, 크리스토프 메첼더가 가로챘다. 메첼더가 굴절한 공은 골문 왼쪽으로 들어갈뻔 했지만, 레만이 손가락 끝으로 건드려 코너킥으로 처리되었다. 스페인은 19분에 또다시 득점 기회를 잡았는데, 토레스는 메첼더의 반칙으로 프리킥을 얻어냈지만, 이번에는 토레스가 머리로 노린 골은 독일 문전을 높이 벗어났다. 2분 후, 라모스가 배급한 공으로 토레스가 골대를 강타했다. 독일은 25분에 발라크가 찬 공을 라모스가 막았을 때 손에 맞은 것이어서 페널티킥을 얻어야 한다고 항의했지만, 주심은 그의 가슴에만 맞았다고 판정했다. 독일은 5분 뒤에 문전에서 굴절한 공이 주안 카프데빌라의 손에 맞자 또다시 페널티 킥을 차야 한다고 주장했다. 이도 역시 무시되었다. 토레스는 독일 문전으로 쇄도했지만, 페어 메르테자커가 귀퉁이에서 걷어냈다.
스페인은 차비가 배급한 공을 토레스가 접수하여 문전 구석에서 람을 제친 뒤 전진하는 레만을 넘겨 좌측 구석의 골망을 흔들어 33분에 선제골을 기록했다. "BBC 스포츠"의 캐롤린 치즈 기자는 "득점 확률이 반반의 상황에서" 득점을 성공했다고 생각해, 토레스가 "스트라이커의 본능을 지녔다" 평했다. 스페인은 2분 후 추가골을 기록할 기회도 잡았는데, 이니에스타가 배급한 공을 실바가 독일 문전에서 받아 차넣을 공간을 확보했기 때문이었다. 그는 뜬 공을 받아 넣으려 했지만, 골문에서 높게 멀리 빗나갔다. 발라크는 세나와 충돌하면서 눈두덩이에 부상을 당해 경기장을 몇 분 벗어나야 했고, 이후 카시야스, 이니에스타, 그리고 푸욜와 몸싸움을 벌이다 카시야스와 나란히 경고를 받았다. 스페인은 또다시 득점 기회를 잡았는데, 이 과정에서 세나, 실바, 차비, 그리고 이니에스타로 연결되었지만, 아르네 프리드리히가 앞서 공격을 막아세우고, 전반전은 1–0으로 끝났다.

### 후반전
독일은 람을 후반 시작과 함께 마르첼 얀젠으로 교체하고 람과 같은 자리를 차지했다. 후반전 시작 후 몇 분 동안도 전반전과 유사하게 진행되었는데, 독일이 경기를 주도했지만, 그리 많은 득점 기회를 창출하지 못했다. 차비가 후반전 처음으로 골문을 노렸지만, 크게 빗나갔다. 주심은 스페인의 코너킥을 선언했고, 실바는 또다시 골문을 노렸지만, 이번에도 골문을 크게 벗어났다. 1분 후, 토레스는 또다시 골문으로 쇄도해 차비의 공을 접수했지만, 레만이 공을 잡았다. "BBC 스포츠"의 존 못슨은 스페인이 55분까지 "전반전처럼 주도권을 잡고 경기를 주도했다"고 평했는데, 독일은 "반전을 위해 변화가 필요하다"라고도 평했다. 요아힘 뢰프는 이후 변화를 꾀하기 시작했는데, 히츨슈페르거를 불러들이고 케빈 쿠라니를 투입했다. 라모스는 58분에 문전 골문 바로 앞까지 공을 배급했지만, 누구도 공을 잡지 못했다. 이후 몇 분 후, 독일은 동점골 근처까지 왔는데, 얀젠은 푸욜이 슈바인슈타이거가 배급한 공을 흘려 뜬 공을 골문으로 차넣으려 했지만, 간발의 차이로 빗나갔다. 독일은 공격을 계속 이어나갔는데, 처음에는 발라크가 배급한 공을 카시야스가 흘리자 쿠라니가 차넣으려 했고, 이후 슈바인슈타이거도 강하게 차넣으려 시도했지만, 동료 클로제에 굴절되어 멀리 빗나갔다.
스페인은 머리 기자가 "존재감이 없었다"고 평한 파브레가스를 63분에 불러들이고 샤비 알론소를 그 자리에 투입했다. 이후, 포돌스키는 그를 견제한 실바와 열띤 언쟁을 벌였다. 발라크도 이 언쟁에 끼어들었지만, 아무도 경고를 주지 않았다. 루이스 아라고네스 감독은 이후 실바를 불어들이고, 산티 카솔라를 투입했다. 스페인은 67분에 프리킥을 얻어 라모스가 머리로 골을 노렸지만, 레만이 건드려 무산시켰다. 이니에스타가 이어진 코너킥을 골문으로 쏘았고, 독일 문전 구석에서 찬 공은 골문 앞에서 토르스텐 프링스가 무릎으로 걷어냈다. 이니에스타는 1분 뒤 또다시 득점을 시도했지만, 레만이 완전히 잡아내지 못했고, 결국 프리드리히가 걷어냈다. 독일은 프리킥으로 71분에 스페인 문전에서 득점 기회를 잡았지만, 카시야스가 안전하게 걷어냈다.
토레스는 독일 문전에서 두 차례 득점을 노리며 73분에 메르테자커와 머리로 경합하다 경고를 받았다. 첫 시도는 레만에 너무 가까웠고, 2번째 차례는 알론소가 득점을 시도했지만, 얀젠이 가로챘다. 독일은 경기 종료 12분을 앞두고 동점골을 넣기 위해 또다시 교체를 감행했는데, 마리오 고메스가 클로제와 교체 투입되었다. 스페인도 선수를 교체했는데, 귀사가 토레스를 대신해 투입되었다. 투입 직후, 귀사는 쇄도하며 찌른 공을 추적했지만, 레만이 문전에서 가로챘다. 독일 수문장은 공을 가슴으로 받아 걷어냈지만, 스페인 선수는 그가 손으로 공을 다뤘다고 항의했다. 다시보기 장면으로, 공은 가슴에 맞기 전에 팔에 맞은 것으로 보였지만, 머리 기자는 "이로 인해 제제를 가하면 매후 가혹했을 것"이라며 제제하지 말아야 한다고 주장했다. 귀사는 1분 후 또다시 득점을 시도했는데, 카솔라가 넘긴 공을 머리로 문전 앞의 세나에게 넘겼다. 그러나, 세나에게 공이 가지 못했다. 치즈와 머리 기자는 세나가 득점 기회를 놓친 것이 잉글랜드의 폴 개스코인이 유로 1996 준결승전에서 득점을 놓친 것과 유사하다고 봤다. 독일은 마지막 기회를 잡았는데, 스페인 문전에서 제멋대로 튀었지만, 주심이 반칙으로 판단해 공격 기회가 무산되었다. 경기는 스페인의 1-0으로 끝났고, 스페인은 통산 2번째 유럽 선수권 대회 우승을 거두었다.

### 상세 경기 정보
| 독일 | 0–1    | 스페인     |
| ---- | ------ | ---------- |
|      | 리포트 | 토레스 33′ |

| 독일 | 스페인 |

| GK          | 1  | 옌스 레만               |     |     |
| RB          | 3  | 아르네 프리드리히       |     |     |
| CB          | 17 | 페어 메르테자커         |     |     |
| CB          | 21 | 크리스토프 메첼더       |     |     |
| LB          | 16 | 필리프 람               |     | 46′ |
| CM          | 8  | 토르스텐 프링스         |     |     |
| CM          | 15 | 토마스 히츨슈페르거     |     | 58′ |
| RW          | 7  | 바스티안 슈바인슈타이거 |     |     |
| AM          | 13 | 미하엘 발라크 (주장)    | 43′ |     |
| LW          | 20 | 루카스 포돌스키         |     |     |
| CF          | 11 | 미로슬라프 클로제       |     | 79′ |
| 교체 선수:  |    |                         |     |     |
| DF          | 2  | 마르첼 얀젠             |     | 46′ |
| FW          | 22 | 케빈 쿠라니             | 88′ | 58′ |
| FW          | 9  | 마리오 고메스           |     | 79′ |
| 감독:       |    |                         |     |     |
| 요아힘 뢰프 |    |                         |     |     |

| GK                | 1  | 이케르 카시야스 (주장) | 43′ |     |
| RB                | 15 | 세르히오 라모스        |     |     |
| CB                | 4  | 카를로스 마르체나      |     |     |
| CB                | 5  | 카를레스 푸욜          |     |     |
| LB                | 11 | 주안 카프데빌라        |     |     |
| DM                | 19 | 마르코스 세나          |     |     |
| RM                | 6  | 안드레스 이니에스타    |     |     |
| CM                | 8  | 차비                   |     |     |
| CM                | 10 | 세스크 파브레가스      |     | 63′ |
| LM                | 21 | 다비드 실바            |     | 66′ |
| CF                | 9  | 페르난도 토레스        | 74′ | 78′ |
| 교체 선수:        |    |                        |     |     |
| MF                | 14 | 샤비 알론소            |     | 63′ |
| MF                | 12 | 산티 카솔라            |     | 66′ |
| FW                | 17 | 다니엘 귀사            |     | 78′ |
| 감독:             |    |                        |     |     |
| 루이스 아라고네스 |    |                        |     |     |

| 최우수 선수: 페르난도 토레스 (스페인) 부심: 알레산드로 그리셀리 (이탈리아) 파올로 칼카뇨 (이탈리아) 대기심: 페테르 프뢰이드펠트 (스웨덴) 대기 부심: 스테판 비트베리 (스웨덴) | 경기 규정 - 90분. - 필요시 연장전 30분. - 연장전 이후 동점시 승부차기. - 최대 3명 교체 가능. |

### 기록

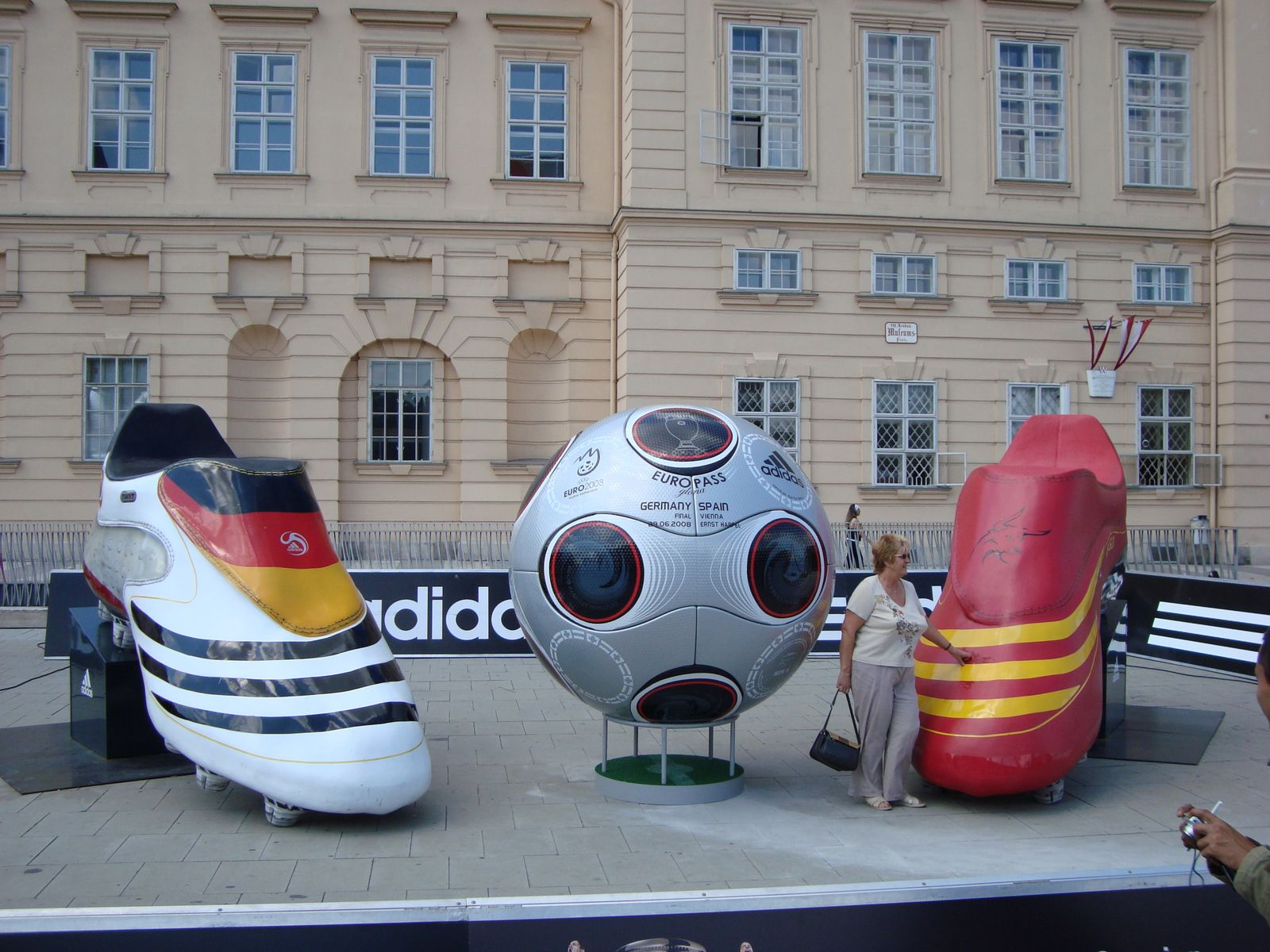
결승전을 앞두고 빈에 설치된 대형 F50 축구화와 오이로파스 글로리아 설치물

|            | 전반전 | 전반전 | 후반전 | 후반전 | 합계 | 합계   |
|            | 독일   | 스페인 | 독일   | 스페인 | 독일 | 스페인 |
| ---------- | ------ | ------ | ------ | ------ | ---- | ------ |
| 득점       | 0      | 1      | 0      | 0      | 0    | 1      |
| 슛 시도    | 2      | 6      | 2      | 7      | 4    | 13     |
| 유효 슛    | 1      | 3      | 0      | 4      | 1    | 7      |
| 점유율     | 48%    | 52%    | 54%    | 46%    | 52%  | 48%    |
| 코너킥     | 4      | 3      | 0      | 4      | 4    | 7      |
| 반칙       | 10     | 9      | 12     | 10     | 22   | 19     |
| 오프사이드 | 0      | 2      | 5      | 2      | 5    | 4      |
| 경고       | 1      | 1      | 1      | 1      | 2    | 2      |
| 퇴장       | 0      | 0      | 0      | 0      | 0    | 0      |

## 경기 후

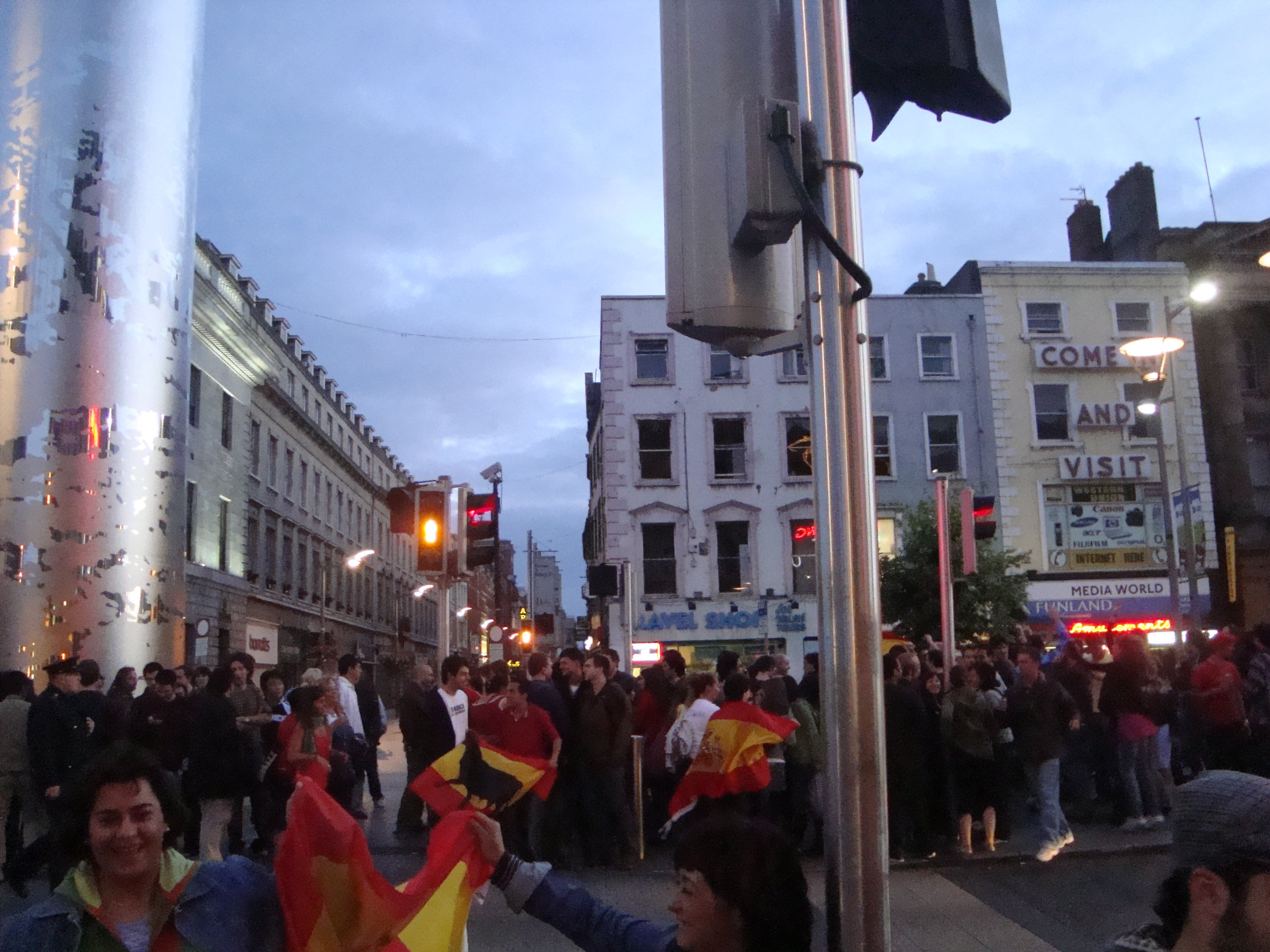
경기 직후 더블린에서 스페인의 우승을 자축하는 지지자들

시상식 후 기자실에서 슈바인슈타이거의 회견 도중, 스페인 선수들이 그의 앞과 뒤를 지나다니며 기차놀이를 했다. 아라고네스는 결승전을 끝으로 스페인 국가대표팀 지휘봉을 내려놓았고, 비센테 델 보스케가 그의 후임으로 취임했다. 아라고네스 감독은 경기 후 "만감이 교체했다"고 밝혔고, 선수들을 칭찬했다: "우리는 좋은 경기를 펼치는 선수단을 조성해, 공을 간수하고 잘 주고받아 막기 어렵게 했습니다. 우리는 같이 노력하며, 상대는 더 움직이고, 우리는 보다 효율적으로 움직여, 정상에 오를 수 있었습니다" 뢰프 감독은 스페인을 "기술적으로 훌륭했다"라며, 경기에서 승리할 자격이 있었다고 칭찬했다. 그는 독일의 활약상에 만족감을 표했고, "오늘 패배로 앞으로 개선해야 할 점을 되짚으며 2년 동안 더욱 노력해 나가겠다"며 활약상을 평가하고 향후 행보에 대해 낙관했다. 차비는 "작은 선수들에게 기대를 걸었습니다. 이니에스타, 카솔라, 파브레가스, 실바, 그리고 비야가 뛰는 선수단을 뛰었습니다. 축구에서 이런 말은 자주 썼지만, 사실 2008년에 우승할 때 한 축구는 아름다웠습니다. 공격 지향전이었던 것 말고도 우리가 경기장에서 어떻게 전개해 나갔는지를 보면요"라며, 우승이 아라고네스 감독에게 공을 돌렸다. 토레스는 이 경기 최우수 선수로 선정되었다.
스페인은 이 대회 우승으로 전성기를 구가하기 시작했는데, 남아프리카 공화국에서 열린 2010년 월드컵과 유로 2012에서 유럽 정상 방어전을 통해 3번의 주요 대회 연속 우승을 달성했다. 분석가들은 스페인의 전성기의 바탕에 아라고네스가 채택하고 델 보스케가 이어받은 티키-타카 경기 운영 방식이 있었다고 평했다. 티키-타카 경기 방식은 짧은 공넘김, 장시간 공 점유, 그리고 인내심을 중시한다. 티키-타카 경기 방식은 펩 과르디올라가 라 리가의 바르셀로나에서도 채택해 동시대 국내 및 유럽대항전에서도 선전했다. 맥널티 기자는 2012년 대회 우승 후에 스페인을 역대 최고의 국가대표팀 목록에 올려놓았다. 그는 스페인이 "차비와 안드레스 이니에스타의 바르셀로나 '돌림'과 샤비 알론소의 레알 마드리드 중원이 조합되었다"고 분석하며 "부드러움과 강인함의 황금 조합"이었다고 평가했고, 맥 널티는 "스페인은 역대 매우 강력한 상대"일 것이라고 표의했다. 조너선 오브라이언 작가는 "스페인의 변방 약체에서 유럽 정상으로의 화려한 탈바꿈"이었다고 평가했다. "스페인은 우아함, 놀라운 본능 - 그리고 예리한 칼날을 겸비했다"고 덧붙였다. 한편, 독일은 2010년 월드컵과 유로 2012에서 모두 뢰프 감독의 지도 하에 준결승까지 올랐고, 결국 브라질에서 열린 2014년 월드컵에서 마침내 정상에 올랐다.

## 참고 문헌
- O'Brien, Jonathan (2021). 《Euro Summits: The Story of the UEFA European Championship》. Worthing: Pitch Publishing. ISBN 978-1-78531-849-8.